# Прорив (фільм, 1991)
«Прорив» («Прорыв») — радянський художній фільм 1991 року, знятий режисером Євгеном Шерстобитовим на студії «Кінематографіст».

## Сюжет
Історія однієї екстремальної ситуації на південному кордоні СРСР, що виникла внаслідок контрабандного перекидання великої партії наркотиків. Фільм присвячується 100-річчю від дня заснування Окремого корпусу Прикордонної варти.

## У ролях
- Лілія Климова — Світлана, дружина Єгорова
- Сергій Ачкінадзе — лейтенант Єгоров
- Анатолій Ведьонкін — підполковник
- Георгій Дворников — прапорщик-фінансист
- Алі Самедов — капітан-вертольотчик
- Майя Алієва — головна роль
- Анатолій Лук'яненко — Гена, старший лейтенант
- Валерій Наконечний — бойовик
- Рустам Гульніязов — бойовик
- Анатолій Соколовський — бойовик
- Яніслав Мурадов — роль другого плану
- Фіруз Ахтамов — роль другого плану
- Аман Одаєв — бойовик
- А. Райхерт — епізод
- Є. Сусідко — епізод
- Шохрат Курбангельдиєв — епізод
- Е. Шуїн — епізод
- Е. Каранурова — епізод
- С. Грибова — епізод
- Л. Панова — епізод
- Л. Лисяна — епізод
- О. Шевченко — епізод
- Ю. Ляшенко — епізод
- А. Дорофєєв — епізод
- Мухаммет Бекієв — епізод
- Сапармухаммед Джаллиєв — епізод
- Андрій Головатенко — епізод

## Знімальна група
- Режисер — Євген Шерстобітов
- Сценарист — Євген Шерстобітов
- Оператор — Ігор Яковлєв
- Композитор — Роман Суржа